# Crime Classic
Crime Classic – seria wydawnicza, publikowana przez wydawnictwo Da Capo w pierwszej połowie lat 90 (1992-1993). Seria gromadziła polskie przekłady klasycznych powieści kryminalnych i detektywistycznych autorów anglojęzycznych: amerykańskich i angielskich. Wydawane w ramach serii książki charakteryzowały się jednolitą szatą graficzną, z miękką, lakierowaną okładką, której tło stanowiło kolorowe zdjęcie. W prawym górnym rogu okładki umieszczone było logo serii. 
Publikowane w serii powieści tłumaczyli na język polski m.in. Jan Kraśko, Robert Ginalski, Michał Ronikier i in.

## Książki, które ukazały się w serii
- Raymond Chandler, Bay City Blues, przekł. J. Kraśko, Warszawa 1993.
- Raymond Chandler, Człowiek, który lubił psy, przekł. M. Ronikier, Warszawa 1993.
- Raymond Chandler, Hiszpańska krew, przekł. R. Ginalski, Warszawa 1992.
- Peter Cheyney, Nie ma sprawy, przekł. M. Golewska, Warszawa 1993.
- Peter Cheyney, Rodzinny poker, przekł. D. Kozicka, Warszawa 1993.
- Francis Durbridge, Tajemnica Betty Tyler, przekł. M. Marszał, Warszawa 1992.
- Francis Durbridge, Mordercza gra, przekł. J. Manicki, Warszawa 1993.
- Francis Durbridge, Portret Alison, przekł. E. Marszał, Warszawa 1992.
- Dashiell Hammett, Klątwa Dainów, przekł. E. Kulik-Bielińska, Warszawa 1993.
- James Jones, Smak ryzyka, przekł. R. Ginalski, Warszawa 1992.
- Ed McBain, Heroina, przekł. J. Kutnik, Warszawa 1993.
- A.A. Milne, Tajemnica Czerwonego Domu, przekł. A. Skarbińska, Warszawa 1992.
- Walter Mosley, Śmierć w błękitnej sukience, przekł. P. Lipszyc, Warszawa 1992.
- Walter Mosley, Czerwona śmierć, przekł. P. Lipszyc, Warszawa 1992.
- Patrick Quentin, Czarna owca, przekł. M. Wasilewska, Warszawa 1992.
- Patrick Quentin, Czarna wdowa, przekł. J. Wroniak, Warszawa 1993.
- Rex Stout, Układanka, przekł. Z. Uhrynowska-Hanasz, Warszawa 1992.
- Rex Stout, Śmierć na Głuszcowym Wzgórzu, przekł. M. Cegieła, Warszawa 1993.